# Натаць-Мала
Натаць-Мала (пол. Natać Mała, нім. Klein Nattatsch) — село в Польщі, у гміні Нідзиця Нідзицького повіту Вармінсько-Мазурського воєводства.
Населення — 17 осіб (2011).

## Демографія
Демографічна структура станом на 31 березня 2011 року:
|          | Загалом | Допрацездатний вік | Працездатний вік | Постпрацездатний вік |
| -------- | ------- | ------------------ | ---------------- | -------------------- |
| Чоловіки | 7       | 1                  | 5                | 1                    |
| Жінки    | 10      | 3                  | 6                | 1                    |
| Разом    | 17      | 4                  | 11               | 2                    |